# Невыразимый ужас 2
«Невыразимый ужас 2» — фантастический фильм с элементами фильма ужасов 1993 года режиссёра Жана-Пола Уллетта по произведениям Говарда Ф. Лавкрафта. Продолжение фильма 1988 года «Неименуемое». Фильм также имеет другое название — «Возвращение демона».

## Сюжет
Полиция пытается исследовать события, произошедшие в заброшенном доме Уинтропов. Однако Рендольф Картер не горит желанием помогать стражам порядка — он собирается сам изучить «Некрономикон». Впрочем, он пытается побеседовать с канцлером колледжа, однако, безрезультатно. Но ему удаётся заинтересовать профессора Уоррена. В итоге профессор, Картер и Говард возвращаются в туннели рядом с домом Уинтропа. Там они находят таинственную стелу с арабским письменами. Мало того, им даже удаётся найти Тварь и взять образец крови.
Профессор решает продолжить эксперименты над Тварью — для этого он вводит ей инсулин, который должен заставить существо переместиться в иное измерение. Действительно, демон покидает наше измерение и перед исследователями оказывается девушка — Элайда Уинтроп. Однако и демон остаётся в нашем мире. Уоррен пытается сделать его фото, это профессору удаётся сделать, однако при этом он погибает. Демоница выбирается на поверхность и убивает полицейского. Студенты с Элайдой едва успевают сбежать. Они приезжают в кампус с целью показать девушку профессорам. Однако в кампус приходит и демоница, которая убивает несколько студентов, а затем и профессоров с полицейскими.
Картер решает, что единственный вариант спасти Элайду от демоницы — найти утерянные страницы из «Некрономикона». Оказывается, что книга написана на языке Ктулху, а Элайда умеет говорить на этом языке, но не умеет читать. В этот момент демоница всё-таки настигает Картера и его спутницу. Рендольфу удаётся не допустить воссоединения девушки с монстром, однако, в итоге Элайда теряет жизненную силу и умирает, а затем разлагается прямо на руках у студента.

## В ролях
- Марк Кинси Стефенсон — Рэндольф Картер
- Джон Рис-Дэвис — профессор Харли Уоррен
- Чарльз Клаусмаер — Элиот Дэймон Говард
- Мария Форд — Элайда Уинтроп
- Джули Стрэйн — Тварь
- Питер Брек — шериф Хэтч
- Дэвид Уорнер — канцлер Тейер
- Шоун Лим — Роберт Баргер
- Шивон МакКафферти — офицер Дебби Леш
- Ричард Домайер — офицер Малкольм Бейнбридж
- Брэд Блэйсделл — офицер Бен Леш
- Кевин Альбер — Джек Херман
- Аугуст Уэст — Уилкинсон
- Кит Фредерикс — Неименуемое
- Брайан Кларк — профессор Тарбер
- Капитан Майк Гордон — Джошуа Уинтроп
- Чак Бутто — офицер Джо Чот
- Харпер Ройзман — Док Эванс
- Саша Дженсон — разгневанный студент
- Деннис Маладон — студент, вылетевший из окна
- Гари Пайк — профессор Мендес